# Betta chloropharynx
Betta chloropharynx là một loài cá thuộc họ Belontiidae. Nó là loài đặc hữu của Indonesia.